# Maud Jansson
Maud Jansson (8 augustus 1969) is een dartsspeelster uit Zweden.
Op de WDF Europe Cup 2002 verloor ze op het koppeltoernooi samen met Carina Ekberg de finale van het Nederlandse koppel Francis Hoenselaar en Karin Krappen. Ook haalde ze op de WDF World Cup twee keer de finale van het koppeltoernooi; in 2007 en 2009 met Carina Ekberg. Op de WDF World Cup 2017 verloor Jansson met Zweden van Nederland op het landenteamevent.
In 2013 verloor ze in de kwartfinale van de Winmau World Masters van Rachel Brooks uit Engeland met 4-3. Jansson won de Catalonia Int. Open in 2002, de Latvian Open in 2008 en 2010, de Nordic Open in 2018 en de Sweden Open in 2004.

## Resultaten op Wereldkampioenschappen

### WDF

#### World Championship
- 2024: Laatste 24 (verloren van Lerena Rietbergen met 0-2)

#### World Cup
- 2003: Laatste 32 (verloren van Felicity Sparks met 1-4)
- 2005: Laatste 16 (verloren van Mayumi Ouchi met 2-4)
- 2007: Kwartfinale (verloren van Julie Gore met 3-4)
- 2009: Laatste 16 (verloren van Angela De Ward met 3-4)
- 2011: Laatste 32 (verloren van Trina Gulliver met 1-4)
- 2017: Laatste 32 (verloren van Taylor-Marsh Kahaki met 3-4)
- 2019: Kwartfinale (verloren van Mikuru Suzuki met 2-5)
- 2023: Laatste 32 (verloren van Deta Hedman met 2-4)